# Дупа до рота

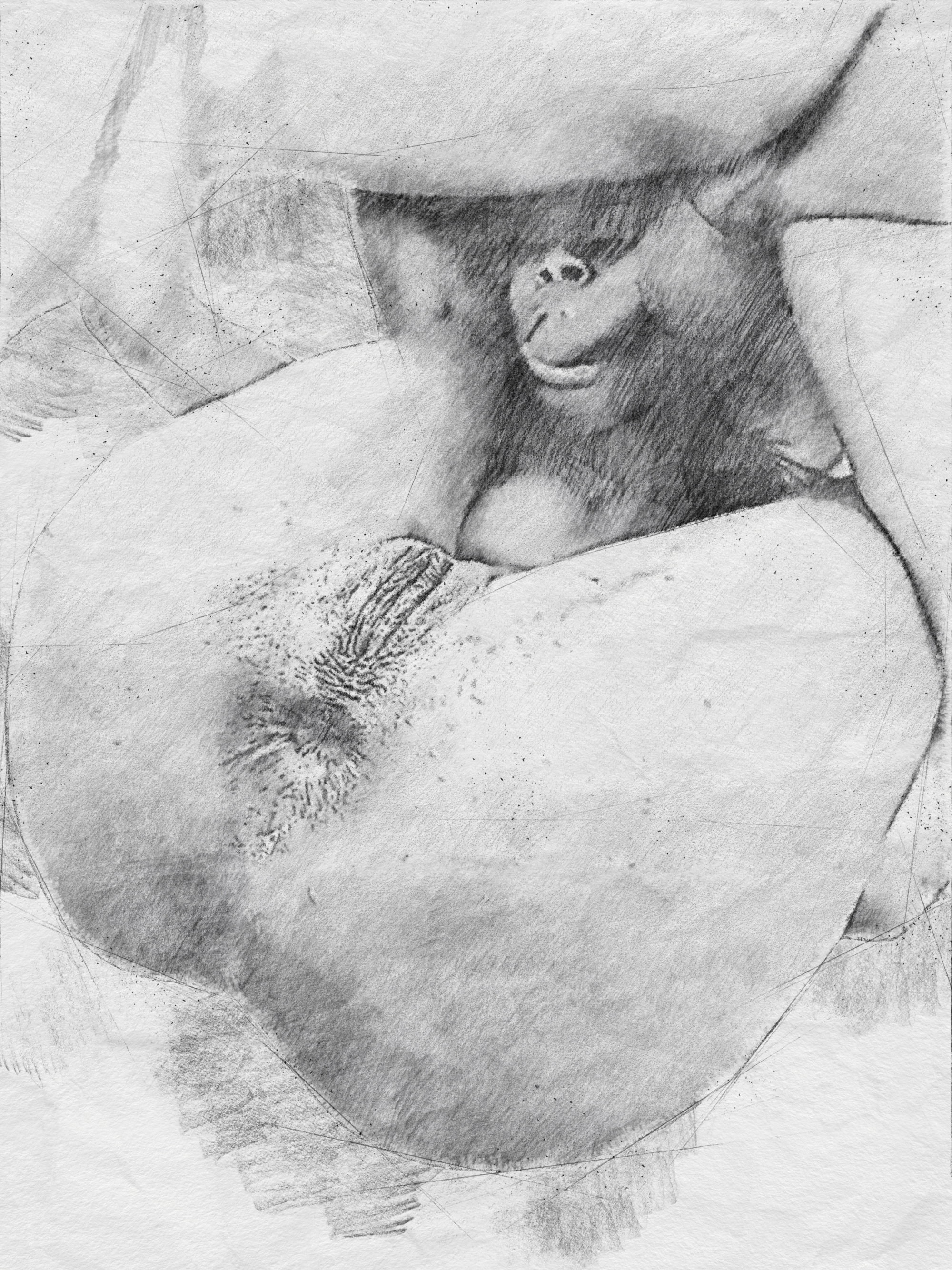
Художня ілюстрація олівцем

Ду́па до ро́та (англ. Ass to mouth) — розмовний термін для опису сексуальної практики, коли активний партнер дістає пеніс з ануса пасивного партнера(-ки) та вставляє його йому в рот.

## Види
Практика також відома під назвами A2M, ATM, ATG. Різновидом є практика, коли пеніс з ануса одного партнера дається до рота третьої особи. Такий процес називається «Ass-to-Other-Girl-Mouth» (A2OM, ATOM, A2OGM або ATOGM). Також практикується вивід пеніса з ануса та введення його до вагіни, скорочено A2P, ATP. Термін використовується приблизно з січня 1995 року, а точніше визначено в серпні 1996 року. Попри ризик для здоров'я, практика стала поширеною в порнофільмах.

## Ризик для здоров'я
Незахищений орально-анальний контакт загрожує зараженням венеричними хворобами, такими як герпес і ВІЛ.
Під час знімання порнофільмів використовують клізми, щоб не допустити появи фекалій у фільмі.